# Edita Majić
Edita Majić (Split, 24. siječnja 1970.) je hrvatska časna sestra karmelićanka, bivša hrvatska kazališna i filmska glumica. Njeno redovničko ime je Edita Marija od Križa.

## Životopis

### Karijera
Započela je studij slikarstva na Pedagoškoj akademiji u Splitu kojeg je prekinula i upisala studij glume na zagrebačkoj Akademiji dramske umjetnosti. Prvu veliku ulogu, imala je u kazališnoj predstavi "Salome", splitske redateljice Nenni Delmestre. Matično kazalište bilo joj je dramsko kazalište "Gavella" u Zagrebu. Dobivala je mnoge nagrade. 
Na Pulskom filmskom festivalu nagrađena je 1999. Zlatnom arenom za sporednu ulogu darkerice Lili, u filmu "Da mi je biti morski pas", redatelja Ognjena Sviličića. Prestižnu nagradu Hrvatskog glumišta za najbolju mladu glumicu, dobila je za ulogu Rebecce u hit predstavi "Gorki, gorki mjesec" Teatra &TD. Za ulogu Susie Schwartz u kabareu "Črni maček" nagrađena je na Festivalu malih scena u Rijeci, te na Danima satire u zagrebačkom "Kerempuhu", dok je za pet uloga u predstavi "Odiseja 2001." dobila nagradu "Fabijan Šovagović" na Festivalu glumca u Vinkovcima 2002.
Posljednji glumački zadatak imala je sinkronizirajući francuski ekološki crtić "Moj mali dragi planet". 

### Odlazak u samostan
Potkraj travnja 2004. povukla se iz svjetovnog života i otišla u samostan Sv. Josipa u španjolskom gradu Ávili, gdje je postala časna sestra karmelićanka. Samostan iz 16. stoljeća je utemeljila sv. Tereza Avilska, španjolska karmelićanka i mističarka, reformatorica reda i crkvena naučiteljica. Sestra Edita (zadržala je svoje ime) prošla je šest mjeseci postulature, a potom obukla smeđi redovnički habit i polagala privremene zavjete za tri godine. Potom polaže vječne zavjete "odnosno brak duše i Boga" i dobiva crni redovnički veo. 

## Filmografija

### Televizijske uloge
- "Veliki odmor" kao Heni Krstulović (2000.)

### Filmske uloge
- "Da mi je biti morski pas" kao Lili (1999.)
- "The Makers" kao Jessica (1997.)
- "Putovanje tamnom polutkom" kao Tina (1995.)
- "Nice Party" (1993.)

## Vanjske poveznice
- Edita Majić u internetskoj bazi filmova IMDb-u (engl.)